# قواعد الاحکام
قواعد الاحکام فی معرفه الحلال و الحرام که به نام‌های قواعد الاحکام و قواعد علامه شناخته شده، توسط علامه حلی (م ۷۲۶ ق) در علم فقه و در سه جلد تألیف شده‌است.

## هدف و انگیزه
علامه حلی علت نگارش این کتاب فقهی را چنین بیان داشته‌است: إجابةَ لالتماسِ أحبِ الناسِ إلیَّ وأعزهم عَلَیَّ، وَهو الوَلدُ العزیزُ محمد (به دلیل اجابت درخواست محبوب‌ترین و عزیزترین مردم نسبت به خودم، که او همان فرزندم محمد (فخرالمحققین) است.

## کتاب قانون
در ابتدای عصر صفویه، کتاب قواعدالاحکام به دستور شاه اسماعیل به عنوان قانون اداره کشور بر اساس احکام اسلامی انتخاب شد.

## شروح کتاب
در طول تاریخ حاشیه و شرح‌های زیادی بر این کتاب نوشته شده‌است. آقابزرگ تهرانی در کتاب الذریعه بیش از ۳۰ عنوان کتاب که به شرح قواعدالاحکام پرداخته، ذکر می‌کند.
برخی از این شروح عبارتند از:
- جامع المقاصد فی شرح القواعد / محقق کرکی / ۱۳ جلد[۴]
- مفتاح الکرامه فی شرح القواعد / سید محمد جواد بن محمد حسینی شقرائی عاملی / ۱۲ جلد[۵]
- نظام الفوائد فی شرح القواعد / ملاعلی قارپوزآبادی زنجانی / ۲۴ جلد
- کشف اللثام عن قواعد الاحکام / فاضل هندی / ۱۲ جلد[۶]
- شرح قواعدالاحکام / میرزا فخرالدین نراقی / ۵ جلد
- ایضاح الفوائد فی شرح مشکلات القواعد / فخرالمحققین / ۴ جلد[۷]
- کنزالفوائد فی حل مشکلات القواعد / سید عمیدالدین عبدالمطلب اعرجی / ۳ جلد[۸]
- فواعد القواعد / شهید ثانی[نیازمند منبع]